# Susanna Mälkki
Susanna Ulla Marjukka Mälkki (Helsinki, 13 de marzo de 1969) es una directora de orquesta y violonchelista finlandesa.

## Vida
Mälkki es hija de Pirkko Liisa Vainio y del científico marino Pentti Mälkki. Comenzó a aprender violín, piano y violonchelo en su juventud y, finalmente, centró sus estudios en el violonchelo. Mälkki continuó sus estudios de violonchelo con Hannu Kiiski, y más tarde estudió dirección de orquesta con Jorma Panula, así como con Eri Klas y Leif Segerstam, en la Academia Sibelius. También estudió en Londres, en la Academia Real de Música. Participó en un taller de dirección de la Academia Sibelius en el Carnegie Hall en 1998, bajo la supervisión de Panula y Esa-Pekka Salonen.

## Carrera

### Como intérprete
En 1994, Mälkki obtuvo el 1.er premio en el Concurso Nacional de Violonchelo de Turku. De 1995 a 1998, fue el primer violonchelista en la Orquesta Sinfónica de Gotemburgo, bajo la dirección de Neeme Järvi. Después dejó su puesto en Gotemburgo para dedicarse a la dirección.

### Como directora de orquesta
De 2002 a 2005, fue el directora musical de la Orquesta Sinfónica de Stavanger. Su debut con el Ensemble Intercontemporain (EIC) fue en agosto de 2004, en un programa de Harrison Birtwistle en el Festival de Lucerna. Se convirtió en Director Musical del EIC en 2006, la primera mujer en ocupar el puesto, y sirvió como directora musical hasta 2013. Desde entonces mantiene una residencia en París. En mayo de 2013, fue nombrada directora invitada principal de la Orquesta Gulbenkian, con un contrato inicial de 3 años, a partir de julio de 2013. En septiembre de 2014, Mälkki fue nombrada como la próxima directora titular de la Orquesta Filarmónica de Helsinki, a partir del otoño de 2016, siendo la primera mujer en ser nombrada para este puesto. En octubre de 2017, la Filarmónica de Helsinki anunció la extensión de su contrato como directora principal hasta 2021. En junio de 2019, la orquesta anunció una nueva extensión de su contrato como directora principal hasta 2023, con una opción para una extensión adicional de 2 años después de 2023.
Mälkki grabó dos obras de Stuart MacRae para el sello NMC, Two Scenes from the Death of Count Ugolino y Motus. Con el EIC, realizó grabaciones de música de Bruno Mantovani, Luca Francesconi, Philippe Manoury, Michael Jarrell, Pierre Jodlowski y Yann Robin, todo para el sello Kairos.
Mälkki es conocida como una especialista en la música contemporánea. Su trabajo en la música contemporánea incluye varios estrenos mundiales y producciones de ópera, tales como la dirección del estreno en la ópera finlandesa de la ópera Powder Her Face de Thomas Adès en 1999, que llevó a Adès a invitar a Mälkki a ser su ayudante para futuras representaciones de esta ópera en el Reino Unido, en el Almeida Theatre, donde, como se señaló, "terminó dirigiendo algunas de las actuaciones". También llevó a cabo el estreno mundial de la obra de Luca Francesconi, la ópera "Quartett" en La Scala de Milán en 2011, convirtiéndose en la primera mujer en la historia en dirigir una producción de ópera en la historia del teatro.
Fuera de Europa, Mälkki hizo su debut en Nueva Zelanda en noviembre de 2006 con la Orquesta Sinfónica de Nueva Zelanda. Su debut norteamericano fue en febrero de 2007 con la Orquesta Sinfónica de San Luis. Su debut en los BBC Proms fue en julio de 2007, con la London Sinfonietta. Por primera vez fue invitada a dirigir la Filarmónica de Los Ángeles en 2010. En abril de 2016, la orquesta anunció su nombramiento como su próxima principal directora invitada, eficaz con el comienzo de la temporada 2017-2018, con un contrato inicial de 3 años. Es la primera mujer directora en ser nombrada director principal invitado de la Filarmónica de los Ángeles. En diciembre de 2016, Mälkki hizo su debut en la Metropolitan Opera con la primera producción de L'amour de loin de Kaija Saariaho. Fue la cuarta mujer en dirigir una producción de la Metropolitan Opera, y la primera en ser presentada en la serie Metropolitan Opera Live en HD.

## Discografía
Mälkki ha grabado dos obras de Stuart MacRae para el sello NMC, Dos Escenas de la Muerte del Conde Ugolino y Motus. Con el EIC, ha llevado a cabo grabaciones de la música de Bruno Mantovani, Luca Francesconi, Philippe Manoury, Michael Jarrell, Pierre Jodlowski, y Yann Robin, todos para el sello Kairos.